# Ашня (приток Чеберчинки)
Ашня — река в России, протекает в Сурском районе Ульяновской области и по границе с Мордовией. Устье реки находится в 1,7 км по левому берегу реки Чеберчинка у села Кирзять. Длина реки составляет 18 км. 
На реке стоят сёла Гулюшево и Кирзять Сурского городского поселения.

## Данные водного реестра
По данным государственного водного реестра России относится к Верхневолжскому бассейновому округу, водохозяйственный участок реки — Сура от Сурского гидроузла и до устья реки Алатырь, речной подбассейн реки — Сура. Речной бассейн реки — (Верхняя) Волга до Куйбышевского водохранилища (без бассейна Оки).
По данным геоинформационной системы водохозяйственного районирования территории РФ, подготовленной Федеральным агентством водных ресурсов:
- Код водного объекта в государственном водном реестре — 08010500312110000037002
- Код по гидрологической изученности (ГИ) — 110003700
- Код бассейна — 08.01.05.003
- Номер тома по ГИ — 10
- Выпуск по ГИ — 0